# الدين في إنجلترا

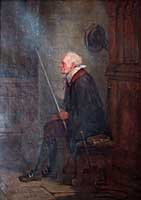
زيت على قماش، 1882. مجموعة خاصة. صورة لسوط كلب.

المسيحية هي الديانة الأكثر انتشارًا في إنجلترا، إذ تعد كنيسة إنجلترا المؤسسة الدينية التي تتبعها الدولة، مع كون الملك الحاكم الأعلى عليها. تشمل الطوائف المسيحية الأخرى في إنجلترا الكاثوليكية الرومانية، والميثودية، والمعمدانية. يأتي الإسلام بعد المسيحية من حيث عدد الأتباع، ثم الهندوسية، والسيخية، واليهودية، والبوذية، والوثنية الحديثة، والبهائية. هنالك أيضًا منظمات تروج لعدم الدين، مثل الإنسانية والإلحاد.
تحمل العديد من المباني والنصب البارزة في إنجلترا طابعًا دينيًا، مثل ستونهنج، وكنيسة القديس بطرس الكلية في وستمنستر، وكاتدرائية كانتربري، وكاتدرائية القديس بولس. يحتفل بعيد الميلاد وعيد الفصح على نطاق واسع في البلاد.

## الإحصائيات
لم تشمل الإحصائيات السكانية لعامي 2001 و2011 مسألة تعداد أتباع الطوائف المسيحية، إذ لم يسألوا عنها سوى في في الإحصائيات السكانية الأسكتلندية والإيرلندية الشمالية، وليس في إنجلترا وويلز. مع ذلك، وباستخدام المبدأ نفسه الذي طبق في تعداد عام 2001، أظهر مسح أجرته شركة إيبسوس موري في نهاية عام 2008، استنادًا إلى عينة نشطة إحصائيًا، تشكيل سكان إنجلترا وويلز إلى 47% من أتباع كنيسة إنجلترا، التي تعد أيضًا كنيسة الدولة، و9.6% من الكنيسة الكاثوليكية الرومانية، و8.7% من المسيحيين الآخرين، ومعظمهم من البروتستانت الأحرار والأرثوذكس الشرقيين. يمثل المسلمون 4.8%، في حين تمثل الأديان الأخرى 5.3%، و5.3% من اللاأدريين، و6.8% من الملحدين، و15.0% غير متأكدين من انتمائهم الديني، أو لم يجيبوا على السؤال.

## الديانات الإبراهيمية
يعتبر القديس جرجس راعي إنجلترا، ويحمل علمها صليبه. قبل إدوارد الثالث، كان القديس الراعي هو سانت إدموند، ويشرّف القديس ألبان بكونه شهيد إنجلترا الأول. كانت أول ظهور للمسيحية في إنجلترا قبل الانشقاق العظيم سنة 1054 بما يعرف اليوم بالمسيحية الأرثوذكسية، التي يضم قديسوها القديس باتريك، والقديس إيثلبرت، والقديس موروينا والعديد من القديسين الإنجليز الآخرين.

### البروتستانتية

#### كنيسة إنجلترا (الطائفة الإنجليكانية)
كنيسة إنجلترا هي كنيسة الدولة، وحاكمها الأعلى هو الملك البريطاني (الملك تشارلز الثالث حاليًا)، مع أن الكنيسة في الواقع يحكمها أساقفة يقبعون تحت سلطة البرلمان. ستة وعشرون من أساقفة الكنيسة البالغ عددهم 42 هم اللوردات الروحيون، الذين يمثلون الكنيسة في مجلس اللوردات. تنقسم أبرشيات إنجلترا بين مقاطعتي كانتربري ويورك، وكلاهما يعتبر رئيسًا الأساقفة. تعتبر الكنيسة نفسها استمرارًا للكنيسة الكاثوليكية التي أدخلتها بعثة القديس أوغسطين في القرن السادس إلى مملكة كنت، إلا أن هذا الأمر موضع خلاف؛ بسبب التغييرات الإجرائية والعقائدية التي أدخلها الإصلاح الإنجليزي في القرن السادس عشر، وخاصة المواد التسع والثلاثين من الدين، وكتاب الصلوات العامة. في عام 2010، أحصت كنيسة إنجلترا 25 مليون فرد معمّد من مبين مسيحيي بريطانيا العظمى البالغ عددهم 41 مليون مسيحي، ضمن تعداد إجمالي يبلغ 60 مليونًا؛ في الوقت نفسه تقريبًا، ادعت تعميد طفل من بين كل ثمانية يولدون حديثًا. عمومًا، يمكن لأي شخص في إنجلترا أن يتزوج أو يدفن في كنيسة إنجلترا المحلية، سواء عُنّد أم لم تعمده الكنيسة. انخفض عدد الحضور الفعلي على نحو مضطرد منذ عام 1890، إذ حضر نحو مليون شخص، أو 10% من المعمدين الذين يحضرون قداس الأحد بانتظام (مرة واحدة في الشهر أو أكثر)، و3 مليون شخص (نحو 15%) إلى قداس عشية عيد الميلاد وعيد الميلاد. تضم الكنيسة نحو 18 ألف رجل دين ما بين نشط وكهنوتي.
كنيسة إنجلترا الحرة هي طائفة أنجليكانية أخرى انفصلت عن كنيسة إنجلترا في القرن التاسع عشر اعتراضًا على تغييرات في العقيدة والطقوس التي قربت الكنيسة المؤسسة أكثر من الكاثوليكية الرومانية. تنخرط كنيسة إنجلترا الحرة في اتحاد مع الكنيسة الأسقفية الإصلاحية في الولايات المتحدة وكندا.

### الكاثوليكية
يدير تجمع الأساقفة الكاثوليك في إنجلترا وويلز الكنيسة الكاثوليكية في كل من إنجلترا وويلز، ورئيسها الحالي هو فنسنت نيكولز، رئيس أساقفة وستمنستر. لتسليط الضوء على الاستمرارية الكاثوليكية التاريخية في عهدة نيكولز، التي يرجع تاريخها إلى تعيين البابا غريغوري الأول للقديس أوغسطين، والإسناد المتعاقب للطيلسان على المعنيين، استخدمت طقوس تنصيب رؤساء أساقفة كانتربري الكاثوليك قبل الإصلاح، ورؤساء أساقفة وستمنستر السابقين، في تنصيبه كاردينال أسقف وستمنستر. منعت الكنيسة الكاثوليكية سابقًا استخدام سماء الأبرشيات الإنجليكانية بموجب قانون الألقاب الكنسية لعام 1851. تنقسم إلى خمس مقاطعات برئاسة رؤساء أساقفة وستمنستر؛ ليفربول، بورمنغهام، وساوثوورك في إنجلترا، وكارديف في ويلز. تعتبر الكنيسة الكاثوليكية نفسها استمرارًا لأوائل الطوائف المسيحية السلتية، على الرغم من أن هيكلها الشكلي احتاج إلى إعادة تأسيسه على يد البعثة الغريغوارية إلى الممالك الساكسونية في القرنين السادس والسابع، ومرة أخرى بعد الإصلاح الإنجليزي.
فتح الاعتراف البابوي بجورج الثالث حاكمًا شرعيًا لبريطانيا العظمى في عام 1766 الطريق أمام التحرر الكاثوليكي، وتخفيف، وفي نهاية المطاف إلغاء، القوانين الجزائية ومراسيم الاختبار. واجهت هذه العملية في بعض الأحيان معارضة شعبية كبيرة، كما حدث أثناء أعمال الشغب التي اندلعت في لندن عام 1780. كان دانيال أوكونيل أول عضو كاثوليكي في البرلمان. بالنظر إلى «الوضع الفعلي للكاثوليكي في إنجلترا»، وأعداد الكاثوليك، والعقبات «التي دحرت بشكل أساسي»، أصدر البابا بيوس التاسع في سنة 1850 المرسوم البابوي «الكنيسة العالمية»، لاستعادة «التسلسل الهرمي الطبيعي للأبرشية». في الآونة الأخيرة، سمح للعائلة الملكية بأن تتزوج من الكاثوليك الرومان دون خوف من إبعادها عن خلافة العرش. زادت الهجرة مؤخرًا من البلدان الكاثوليكية، لا سيما بولندا وليتوانيا، أعداد الكنيسة أكثر. أشارت استطلاعات للرأي في عام 2009 إلى وجود نحو 5.2 مليون كاثوليكي في إنجلترا وويلز، أي نحو 9.6% من السكان، يتركزون في الشمال الغربي. تظهر بعض الدراسات أن الحضور الأسبوعي للقداس للكاثوليكيين يفوق الآن الحضور في نظيرتها الأنجليكانية.

#### غيرها
لا توجد كنيسة أخرى في إنجلترا تضم أكثر من مليون عضو، ومعظمهم صغير جدًا.
الكنائس الخمسينية في نمو من حيث عدد الحاضرين، وهي اليوم في المرتبة الثالثة بعد كنيسة إنجلترا والكنيسة الكاثوليكية الرومانية. هنالك ثلاث طوائف رئيسية للكنائس الخمسينية: محافل الرب في بريطانيا العظمى (جزء من محافل أتباع الرب العالمية)، والكنيسة الحوارية، وكنيسة إليم الخمسينية. رابطة كونتيسة هنتيغدون هي تجمع صغير من الكنائس الأنجليكانية، تأسست سنة 1783، وتضم اليوم 23 تجمعًا في إنجلترا. هنالك أيضًا عدد متزايد من الكنائس المستقلة ذات السلطة التي تشجع على الممارسات الخمسينية في جزء من عبادتها، مثل كنيسة مجتمع كينغز غيت في بيتربورو، التي بدأت باستقالة 9 أشخاص في سنة 1988، ولديها اليوم تجمع يزيد عن 1500.
تطورت أشكال مختلفة للبروتستانتية بعد الحرب الأهلية الإنجليزية فصاعدًا. تأسست الكويكرز (رسميًا، جمعية الأصدقاء الدينية) على يد جورج فوكس في أربعينيات القرن السابع عشر. بعد الإبعاد العظيم سنة 1662، تخلى نحو عُشر كهنة كنيسة إنجلترا عن مكانهم، وشارك كثيرون منهم في أشكال مختلفة من المعارضة العقلانية التي تطورت عبر المشيخية الإنجليزية إلى التوحيد (الجمعية العامة للتوحديين والكنائس المسيحية الحرة)، من بين أمور عدة أخرى، والذي لا يزال لديه أكثر من 100 جماعة في القرن الحادي والعشرين. تطورت الميثودية من القرن الثامن عشر فصاعدًا. بدأت حركة إحياء الميثودية في إنجلترا من قبل مجموعة من الرجال من بينهم جون ويزلي وشقيقه الأصغر تشارلز كحركة داخل كنيسة إنجلترا، ولكنها تطورت كطائفة منفصلة بعد وفاة جون ويزلي. الكنيسة الرئيسية في إنجلترا هي الكنيسة الميثودية لبريطانيا العظمى. يعود تاريخ جيش الخلاص إلى عام 1865، عندما أسسه في شرق لندن وليام وكاترين بوث. لا يزال مقرها الدولي في لندن، قرب كاتدرائية القديس بولس. هناك جماعة مينوناتية واحدة في إنجلترا، هي كنيسة وود غرين المينوناتية في لندن.